# Joey Yung
Joey Yung (容祖兒, em chinês tradicional;  容祖儿, em chinês simplificado; Róng Zǔ'ér, em pinyin) é uma atriz e cantora de cantopop de Hong Kong. É uma das cantoras mais populares no mercado musical mandarim.